# Jay Chou
Jay Chou (traditionell kinesiska: 周杰倫; förenklad kinesiska: 周杰伦; pinyin: Zhōu Jiélún), född 18 januari 1979, är en taiwanesisk musiker, sångare, musikproducent, skådespelare och regissör som har vunnit World Music Award fyra gånger. Han är känd för att ha själv ha skrivit alla sina låtar samt även låtar för andra artister.

## Album
- 2000 - Jay 周杰倫同名專輯
- 2001 - Fantasy 范特西
- 2002 - Eight Dimensions 八度空間
- 2003 - Ye Hui Mei 葉惠美
- 2004 - Common Jasmin Orange 七里香
- 2005 - November's Chopin 十一月的蕭邦
- 2006 - Still Fantasy 依然范特西
- 2007 - On the Run 我很忙
- 2008 - Capricorn 魔杰座
- 2010 - The era 跨時代
- 2011 - Exclamation Mark 驚嘆號
- 2012 - Opus 12 十二新作
- 2014 - Aiyo, Not Bad 唉呦，不錯哦
- 2016 - Jay Chou's Bedtime Stories 周杰倫的床邊故事

## Filmografi

### Film
- 2003 - Hidden Track (cameo)
- 2005 - Initial D
- 2006 - Curse of the Golden Flower
- 2007 - Secret (även som regissör och manusförfattare)
- 2008 - Kung Fu Dunk
- 2009 - The Treasure Hunter
- 2010 - True Legend
- 2011 - The Green Hornet
- 2012 - The Viral Factor
- 2012 - Abba
- 2013 - The Rooftop
- 2016 - Now You See Me: The Second Act

### TV-serier
- 1999 - Thyme Fried Fish
- 2003 - Blue Star
- 2010 - Pandamen (även regissör)
- 2010 - Mr.J Channel (värd)